# 小行星6485
小行星6485（英語：6485 Wendeesther）是一颗围绕太阳公转的小行星。1990年10月25日，卡罗琳·舒梅克、尤金·舒梅克、大衞·李維在帕洛马山发现了此天体。
这颗小行星的绝对星等为150.9896992714233等。